# Yepocapa
Yepocapa (ou San Pedro Yepocapa) é um município da Guatemala do departamento de Chimaltenango.